# Кајла (Тирингија)
Кајла (њем. Keila) општина је у њемачкој савезној држави Тирингија. Једно је од 76 општинских средишта округа Зале-Орла. Према процјени из 2010. у општини је живјело 91 становника. Посједује регионалну шифру (AGS) 16075047.

## Географски и демографски подаци
Кајла се налази у савезној држави Тирингија у округу Зале-Орла. Општина се налази на надморској висини од 475 m. Површина општине износи 4,2 km². У самом мјесту је, према процјени из 2010. године, живјело 91 становника. Просјечна густина становништва износи 22 становника/km².